# Corea del Sur en los Juegos Paralímpicos de Atenas 2004
Corea del Sur estuvo representada en los Juegos Paralímpicos de Atenas 2004 por un total de 82 deportistas, 72 hombres y 10 mujeres.

## Medallistas
El equipo paralímpico surcoreano obtuvo las siguientes medallas:
| Nombre                                                   | Deporte                   | Evento                                      |
| -------------------------------------------------------- | ------------------------- | ------------------------------------------- |
| Oro                                                      |                           |                                             |
| Hong Suk-Man                                             | Atletismo                 | 100 m T53 masculino                         |
| Hong Suk-Man                                             | Atletismo                 | 200 m T53 masculino                         |
| An Myung-Hoon Park Seong-Hyeon                           | Bochas                    | Dobles BC3 mixto                            |
| Park Jong-Chul                                           | Levantamiento de potencia | –90 kg masculino                            |
| Kim Young-Gun                                            | Tenis de mesa             | Individual 3 masculino                      |
| Kim Byoung-Young                                         | Tenis de mesa             | Individual 5 masculino                      |
| Kang Seong-Hoon Kim Kong-Yong Kim Kyung-Mook Lee Hae-Kon | Tenis de mesa             | Equipo 1-2 masculino                        |
| Cho Jae-Kwan Kim Young-Gun Yang Heung-Sik                | Tenis de mesa             | Equipo 3 masculino                          |
| Choi Kyoung-Sik Park Jun-Young Um Tae-Hyung              | Tenis de mesa             | Equipo 4 masculino                          |
| Her Myung-Sook                                           | Tiro                      | Rifle deportivo 3 × 20 m SH1 femenino       |
| Jung Young-Joo Lee Hak-Young Lee Hong-Gu                 | Tiro con arco             | Equipo clase abierta masculino              |
| Plata                                                    |                           |                                             |
| Hong Suk-Man                                             | Atletismo                 | 400 m T53 masculino                         |
| Jung Keum-Jong                                           | Levantamiento de potencia | –60 kg masculino                            |
| Lee Hae-Kon                                              | Tenis de mesa             | Individual 1 masculino                      |
| Kim Gong-Yong                                            | Tenis de mesa             | Individual 2 masculino                      |
| Jung Eun-Chang                                           | Tenis de mesa             | Individual 5 masculino                      |
| Jung Eun-Chang Kim Byoung-Young                          | Tenis de mesa             | Equipo 5 masculino                          |
| Her Myung-Sook                                           | Tiro                      | Rifle de aire de pie SH1 femenino           |
| Kim Im-Yeon                                              | Tiro                      | Rifle deportivo 3 × 20 m SH1 femenino       |
| Sim Jae-Yong                                             | Tiro                      | Rifle de aire en posición tendida SH1 mixto |
| Ho Gyoung-You                                            | Tiro                      | Rifle de aire en posición tendida SH2 mixto |
| Jung Young-Joo                                           | Tiro con arco             | Individual W2 masculino                     |
| Bronce                                                   |                           |                                             |
| An Myung-Hoon                                            | Bochas                    | Individual BC3 mixto                        |
| Kim Kyung-Mook                                           | Tenis de mesa             | Individual 2 masculino                      |
| Choi Kyoung-Sik                                          | Tenis de mesa             | Individual 4 masculino                      |
| Lee Hong-Gu                                              | Tiro con arco             | Individual W2 masculino                     |
| An Tae-Sung                                              | Tiro con arco             | Individual de pie masculino                 |
| Ko Hee-Sook Lee Hwa-Sook Lee Kyung-Hee                   | Tiro con arco             | Equipo clase abierta femenino               |